# Susie Napper
Pour les articles homonymes, voir Napper.
Susie Napper est une gambiste et violoncelliste montréalaise, d'origine britannique, spécialisée dans le répertoire baroque, active au Canada et sur la scène internationale.

## Biographie
Susie Napper a étudié à la Guildhall School of Music de Londres, à la Juilliard School of Music de New York et au Conservatoire de Paris.
Dans les années 1980, elle joua dans l'orchestre de l'ensemble Les Arts Florissants dirigé par William Christie.
En 1985, elle créa avec la canadienne Margaret Little l’ensemble Les Voix Humaines, duo de violes de gambe de Montréal.
Elle fut cofondatrice et directrice du Philharmonia Baroque Orchestra de San Francisco et est  violoncelliste principale du "Studio de Musique Ancienne" de Montréal. Elle enseigne à l’Université McGill à Montréal et a fondé en 2001 le « Festival international Montréal Baroque ».
Susie Napper joue sur une basse de viole Barak Norman fabriquée à Londres en 1703 et qui fut la possession du compositeur italien Arcangelo Corelli.

## Discographie sélective

### Avec les Arts Florissants
- 1984 : Médée de Marc-Antoine Charpentier

### Avec l’ensembleLes Voix Humaines
- 1997 : "The Nymphs of the Rhine, Vol. 1" de Johannes Schenck
- 1998 : "The Nymphs of the Rhine, Vol. 2" de Johannes Schenck
- "Poeticall Musicke" de Tobias Hume
- "The 4 Seasons" de Christopher Simpson
- Intégrale discographique des "Concerts a deux violes esgales" du Sieur de Sainte-Colombe (4 CD doubles)

## Récompenses
L'ensemble Les Voix Humaines (Susie Napper et Margaret Little) a reçu de nombreuses récompenses :
- Diapason d’or
- Choc du Monde de la Musique
- Repertoire-Classica 10
- Classics Today 10/10
- Prix Opus 2007 du Conseil québécois de la musique